# Sinter Užice
Sinter Užice (code BELEX : SINTU) est une entreprise serbe qui a son siège social à Užice. Elle travaille dans le secteur de la métallurgie.

## Histoire
Sinter Užice a été admise au libre marché de la Bourse de Belgrade le 28 octobre 2005 et à son marché non réglementé le 8 décembre 2010 ; elle a été exclue de ce marché le 22 octobre 2012 et admise au marché réglementé.

## Activités
Sinter fabrique notamment des poudres métalliques à base de bronze, de zinc, d'étain, de laiton, de plomb et cuivre.

## Données boursières
Le 24 juin 2013, l'action de Sinter Užice valait 429 RSD (3,74 EUR). Elle a connu son cours le plus élevé, soit 1 165 RSD (10,17 EUR), le 16 mars 2011 et son cours le plus bas, soit 408 RSD (3,56 EUR), le 23 octobre 2012.
Le capital de Sinter Užice est détenu à hauteur de 53,56 % par des entités juridiques, dont 25,06 % par Unior DD et 17,68 % par Bell Chemicals d.o.o. Banatsko VE ; les personnes physiques en détiennent 37,05 %.